# Лебедев, Иосиф Дмитриевич
Иосиф Дмитриевич Лебедев — советский хозяйственный, государственный и политический деятель.

## Биография
Родился в 1895 году. Член ВКП(б).
С 1924 года — на хозяйственной, общественной и политической работе. В 1924—1977 гг. — изыскатель, геолог-картограф, на различных хозяйственных и руководящих должностях в геологических партиях, инженер-гидротехник, заместитель главного инженера по проектированию, автор проекта Большого Ферганского канала, один из руководитель строительства Каттакурганского водохранилища, главный инженер института «Средазгипроводхлопок», работник в отделе экспертизы Главсредазирсовхозстроя.
Избирался депутатом Верховного Совета СССР 2-го, 3-го и 4-го созывов.